# Примостек
Примостек (словен. Primostek) — поселення в общині Метлика, регіон Південно-Східна Словенія, Словенія.